# Uranová ruda

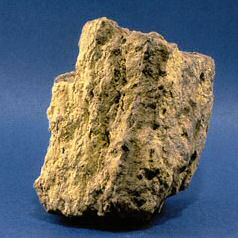
Uranová ruda

Uranová ruda je obecné označení různých hornin, které obsahují uran.

## Složení
Hlavní uranovou rudou je minerál smolinec neboli uraninit. Tato hornina své jméno získala v Jáchymově, kde ji horníci nazývali Pechblende – smolný kámen. Zjistili totiž, že v místě výskytu této horniny mizí stříbrné a jiné rudné žíly. Jedná se o leskle černou horninu s typickým ledvinkovitým povrchem. Dále jsou využívány cantotit, ťujamunit, autunit, torbernit, steenstrupin, fosforit, antraxolit (komplexní sloučeniny uranu a organické hmoty) nebo coffinit.
Hornina často obsahující uran je pískovec – takové ložisko je chudé, ale rozlehlé a uran se z něho získává loužením.

## Lokality

### Česko
Příbramský uranový revír, Březohorský rudní revír, Jáchymovský rudní revír, Rožná, Olší, Hamr a Stráž, Horní Slavkov, Kladská, Smrkovec, Zadní Chodov, Vítkov II, Ústaleč, Damětice, Měděnec, Horní Halže, Nový Fojtov, Labská, Medvědín, Rýžoviště, Chotěboř.

### Ostatní Evropa
- Německo: Ronneburg (Duryňsko), Rusko: Karélie, Anglie

### Svět
V Kanadě a USA pro těžbu uranu využívají mezoproterozoické pískovce a slepence. V Jihoafrické republice se vyskytují proterozoické metakonglomeráty, ze kterých se získává hlavně zlato, uran je pouze vedlejším produktem.

## Oběti těžby
V uranových dolech na území Československa pracovali v letech 1946–1986 nuceně nasazení pracovníci, stovky jich zemřely na následky ozáření.